# 笑福亭松光
笑福亭 松光（しょうふくてい しょこう、1858年 - 1913年1月3日）は、上方噺家。
生年は1858年とも1860年ともいう。1874年ごろから初代笑福亭福松の弟子で松光を名乗る。生涯改名はしなかった。
得意ネタは「稽古屋」「くっしゃみ講釈」「いかけ屋」など。また新作もよくやっていた。また余芸であほだら経、米山節も売りであった。
風貌は天然痘による馬面、左目が義眼、白髪まじりに禿で縮れ毛、細身の体で「かんやん」と仇名された。
1913年に心臓病で死去。